# Фторид-гептаоксид трипротактиния
Фторид-гептаоксид трипротактиния — неорганическое соединение
протактиния, кислорода и фтора
с формулой Pa3O7F,
кристаллы.

## Получение
- Разложение фторид-диоксида протактиния при нагревании [1]:

{\displaystyle {\mathsf {7PaO_{2}F\ {\xrightarrow {500^{o}C}}\ 2Pa_{3}O_{7}F+PaF_{5}}}}

## Физические свойства
Фторид-гептаоксид трипротактиния образует кристаллы
ромбической сингонии,
пространственная группа C mm2,
параметры ячейки a = 0,6947 нм, b = 1,2030 нм, c = 0,4203 нм, Z = 2,
структура типа октаоксида триурана U3O8
.